# René Thirifays
René Thirifays (ur. 8 października 1920 w Jemeppe-sur-Sambre – zm. 11 października 1986) – belgijski piłkarz grający na pozycji prawoskrzydłowego. Był reprezentantem Belgii.

## Kariera klubowa
Swoją karierę piłkarską Thirifays rozpoczął w klubie Royal Charleroi, w którym zadebiutował w sezonie 1938/1939. Grał w nim do 1954 roku. W sezonie 1948/1949 z 26 golami został królem strzelców belgijskiej pierwszej ligi. W latach 1956–1960 był zawodnikiem UBS Auvelais.
| Sezon   | Klub            | Kraj   | Rozgrywki          | Mecze | Gole |
| ------- | --------------- | ------ | ------------------ | ----- | ---- |
| 1938/39 | Royal Charleroi | Belgia | Division 1         | 17    | 16   |
| 1939/40 | Royal Charleroi | Belgia | Division 1         | 13    | 21   |
| 1940/41 | Royal Charleroi | Belgia | Division 1         | 8     | 9    |
| 1941/42 | Royal Charleroi | Belgia | Division 1         | 26    | 24   |
| 1942/43 | Royal Charleroi | Belgia | Division 1         | 25    | 28   |
| 1943/44 | Royal Charleroi | Belgia | Division 1         | 25    | 25   |
| 1944/45 | Royal Charleroi | Belgia | Division 1         | ?     | ?    |
| 1945/46 | Royal Charleroi | Belgia | Division 1         | 27    | 19   |
| 1946/47 | Royal Charleroi | Belgia | Division 1         | 29    | 21   |
| 1947/48 | Royal Charleroi | Belgia | Division d'Honneur | 29    | 22   |
| 1948/49 | Royal Charleroi | Belgia | Division d'Honneur | 29    | 26   |
| 1949/50 | Royal Charleroi | Belgia | Division d'Honneur | 14    | 10   |
| 1950/51 | Royal Charleroi | Belgia | Division d'Honneur | 29    | 15   |
| 1951/52 | Royal Charleroi | Belgia | Division d'Honneur | 20    | 11   |
| 1952/53 | Royal Charleroi | Belgia | Division 1         | 28    | 12   |
| 1953/54 | Royal Charleroi | Belgia | Division 1         | 24    | 8    |
| 1956/57 | UBS Auvelais    | Belgia | IV liga            | ?     | ?    |
| 1957/58 | UBS Auvelais    | Belgia | IV liga            | ?     | ?    |
| 1958/59 | UBS Auvelais    | Belgia | IV liga            | 27    | 13   |
| 1959/60 | UBS Auvelais    | Belgia | Division 3B        | 14    | 2    |

## Kariera reprezentacyjna
W reprezentacji Belgii Thirifays zadebiutował 23 lutego 1946 w wygranym 7:0 towarzyskim meczu z Luksemburgiem, rozegranym w Charleroi. Od 1946 do 1949 rozegrał w kadrze narodowej 13 meczów i strzelił 1 gola.